# شارع سترادون
شارع سترادون Stradun أو بلاكا هو الشارع الرئيسي في مدينة دوبروفنيك في كرواتيا. وهو مرصوف بالحجر الجيري ويمتد لمسافة 300 متر تقريبًا عبر المدينة القديمة، وهو الجزء التاريخي من المدينة المحاط بأسوار دوبروفنيك.  